# Липовой, Данил Николаевич
Дани́л Никола́евич Липово́й (род. 22 сентября 1999, Киров) — российский футболист, полузащитник тульского «Арсенала».

## Биография
Родился в Кирове. Вскоре вместе с отцом-военным семья переехала в посёлок Октябрьский Кинельского района Самарской области, где Липовой жил до двенадцати лет и помимо футбола занимался баскетболом, волейболом. Затем жил в Кинеле.
Из Кинеля попал в самарские «Крылья Советов», где работал с тренерами Алексеем Анюковым (братом Александра Анюкова) и Сергеем Белоусовым. После перехода в «Динамо» тренировался в Академии имени Льва Яшина, был в заявке на Юношескую лигу УЕФА 2016/17. В апреле — июне 2017 сыграл 9 матчей, забил четыре гола в сезоне ПФЛ за «Динамо-2». С сезона 2017/18 играл в молодёжном первенстве. В «Динамо» дебютировал 26 сентября в гостевом матче 1/16 Кубка России 2018/19 против «Торпедо» М, выйдя на 90-й минуте. 25 октября отыграл полный гостевой матч 1/8 финала против «Рубина» (0:1). Первый матч в чемпионате России провёл 20 ноября, выйдя на замену на 64-й минуте в гостевом матче 16 тура против «Рубина» (1:1).
В июне 2021 года вернулся в «Крылья Советов», заключив контракт на три года.
В январе 2023 года отправился в аренду в астраханский «Волгарь», в сентябре — в нижнекамский «Нефтехимике».
5 июля 2024 года перешёл в тульский «Арсенал».
Второй призёр турнира COTIF 2018 в составе сборной России до 20 лет.

## Клубная статистика
| Выступление      | Выступление      | Выступление      | Лига | Лига | Кубки | Кубки | Итого | Итого |
| Клуб             | Лига             | Сезон            | Игры | Голы | Игры  | Голы  | Игры  | Голы  |
| ---------------- | ---------------- | ---------------- | ---- | ---- | ----- | ----- | ----- | ----- |
| Динамо (Москва)  | РПЛ              | 2018/19          | 3    | 0    | 2     | 0     | 5     | 0     |
| Динамо (Москва)  | РПЛ              | 2020/21          | 2    | 0    | 1     | 0     | 3     | 0     |
| Динамо (Москва)  | Итого            | Итого            | 5    | 0    | 3     | 0     | 8     | 0     |
| → Динамо-2       | ПФЛ              | 2016/17          | 9    | 4    | —     | —     | 9     | 4     |
| → Динамо-2       | Итого            | Итого            | 9    | 4    | —     | —     | 9     | 4     |
| → Оренбург       | РПЛ              | 2019/20          | 5    | 0    | 1     | 0     | 6     | 0     |
| → Оренбург       | Итого            | Итого            | 5    | 0    | 1     | 0     | 6     | 0     |
| → Химки          | РПЛ              | 2020/21          | 8    | 0    | 2     | 0     | 10    | 0     |
| → Химки          | Итого            | Итого            | 8    | 0    | 2     | 0     | 10    | 0     |
| Крылья Советов   | РПЛ              | 2021/22          | 14   | 0    | 2     | 1     | 16    | 1     |
| Крылья Советов   | РПЛ              | 2022/23          | 5    | 0    | 2     | 0     | 7     | 0     |
| Крылья Советов   | Итого            | Итого            | 19   | 0    | 4     | 1     | 23    | 1     |
| → Волгарь        | Первая лига      | 2022/23          | 14   | 3    | —     | —     | 14    | 3     |
| → Волгарь        | Итого            | Итого            | 14   | 3    | —     | —     | 14    | 3     |
| Всего за карьеру | Всего за карьеру | Всего за карьеру | 60   | 7    | 10    | 1     | 70    | 8     |